# هخامنش نائيج
هَخامَنِش نائيج (بالفارسية: هخامنش نائیج) (7 يوليو 1997 بالفلاحية في إيران - ) هو لاعب كرة قدم إيراني في مركز الوسط .